# Chrysometa saramacca
Chrysometa saramacca är en spindelart som beskrevs av Claude Lévi 1986. Chrysometa saramacca ingår i släktet Chrysometa och familjen käkspindlar. Inga underarter finns listade i Catalogue of Life.